# Delia beringiana
Delia beringiana är en tvåvingeart som beskrevs av Griffiths 1993. Delia beringiana ingår i släktet Delia och familjen blomsterflugor. Inga underarter finns listade i Catalogue of Life.